# Jérôme Buléon
Jérôme Buléon, né le 12 mars 1854 à Plumergat (Morbihan) et mort le 31 octobre 1934 à Vannes (Morbihan), est un historien français.

## Biographie
Après avoir enseigné les humanités, puis avoir été directeur du petit séminaire de Sainte-Anne-d'Auray, Jérôme Buléon est nommé recteur de Bignan en novembre 1899, chanoine honoraire le 24 décembre 1901. Il est curé-archiprêtre de la cathédrale de Vannes et  chanoine titulaire le 23 novembre 1906, il est à la cathédrale pendant plus de vingt ans.
De 1904 à 1914, il dirige la revue La Revue morbihannaise.
En breton, il écrit des cantiques et une Histoire sainte, ainsi que plusieurs études historiques en français.
En 1933, il est nommé chapelain d'honneur de la basilique de Sainte-Anne-d'Auray, le chanoine Buléon décède l'année suivante, l'enterrement est célébré par Monseigneur Hippolyte Tréhiou, évêque de Vannes et par Monseigneur Adolphe Duparc, évêque de Quimper et Léon.

## Hommages
- L’Académie française lui décerne le prix Sobrier-Arnould en 1930 pour son ouvrage Histoire d’un village. Sainte-Anne d’Auray
- En Bretagne, au moins quatre rues portent son nom[1].